# Charts
Charts is een hitlijstenblad dat werd uitgegeven door Mega Charts B.V. van medio 1999 tot eind 2002. Het bevatte onder andere de Mega Top 100 en de Top 40 (die in handen bleef van de Stichting Nederlandse Top 40). In 2003 verscheen het blad in sterk gereduceerde vorm ("winkelexemplaar" of detaillistenexemplaar) nog tot en met april van dat jaar.

## Geschiedenis
Vanaf 10 juli 1999 gingen de afzonderlijke uitgaven van de Mega Top 100 en de Top 40 op in één uitgave: Charts. Het nieuwe blad bestond uit 12 tot 16 pagina's en werd uitgegeven tot en met 21 december 2002. Daarna werd het gereduceerd tot een uitgave van vier pagina's (en werd de Mega Top 100 gehalveerd tot Mega Top 50) en werd het vier maanden lang alleen nog aan platenzaken verstrekt, waarna Charts werd opgeheven. Daarna verschenen de Mega Top 50 en Top 40 alleen nog via een privé-initiatief getiteld Charts In Print, totdat ook dit op 31 december 2005 ophield te bestaan. Vanaf september 2005 verscheen de Top 40 ondertussen in FreeCharts, een uitgave van Free Record Shop B.V.

## Exemplaren
Het blad bevatte de volgende hitlijsten:
- Vanaf 10 juli 1999:
  - Mega Top 100
  - Dance Trends – een top 30
  - Boxtops – een top 10 van meest aangevraagde clips (tot en met 3 juni 2000)
  - Tipparade
  - Rabo Top 40 (van 4 maart 2000 tot en met 24 februari 2001 gewoon "Top 40" geheten)
  - Album Top 100
  - De Scherpe Rand Van Platenland – een top 30
  - De Nationale Tip 30 (tot en met 16 december 2000)
  - Verzamelalbum Top 30
  - Koopvideo Top 30 (tot en met 8 juli 2000)
- Vanaf 17 juli 1999 tot en met 16 december 2000 aangevuld met:
  - Pc Cd-rom Games – een top 10, 2-wekelijks
  - PlayStation – een top 5, 2-wekelijks
  - Nintendo – een top 5, 2-wekelijks
  - Bioscoop Top 5
  - Soundtrack Top 5
- Op 24 juni 2000 kreeg het blad een nieuw gezicht. Vanaf 15 juli 2000:
  - Koopvideo Top 15 (tot en met 23 december 2000)
  - Dvd Top 10 (vanaf 29 juli 2000: Dvd Top 15 (tot en met 23 februari 2002))
  - Dvd Tip 5 (eenmalig)
- Vanaf 6 januari 2001 bestond het blad uit nog maar acht pagina's. Vanaf 3 maart 2001 kreeg de Top 40 een nieuwe sponsor en veranderde in "Wanadoo Top 40". Van 2 maart 2002 tot en met 31 augustus 2002:
  - Dvd Muziek Top 10
  - Dvd Film Top 15 (de voormalige Dvd Top 15)
- Op 13 april 2002 (eenmalig):
  - Ringtones (top 35)
  - Songmails (top 35)
- Vanaf 20 april 2002:
  - Mega Ringtones Top 100 (tot en met 14 december 2002)
- Vanaf 7 september 2002:
  - Dvd 30 (tot en met 9 november 2002)
- Vanaf 16 november 2002:
  - Dvd Muziek 30

Dit was de stand van zaken tot en met 21 december 2002.
In 2003 veranderde er veel. Er was namelijk eind 2002 door uitgever Mega Charts besloten dat Charts moest verdwijnen. Daartoe was een sterfhuisconstructie bedacht. Elke detailhandelaar kreeg nog diverse maanden hooguit enkele exemplaren toegestuurd terwijl men een website aan het opzetten was waarop alle hitlijsten voortaan zouden worden geplaatst. Het gedrukte exemplaar van de Nederlandse hitlijsten werd dus nog even voortgezet in sterk gereduceerde vorm en verspreiding.
In 2003 bestond Charts daarom uit nog maar vier pagina's. Vanaf het eerste nummer van dat jaar bevatte het blad de volgende hitlijsten:
- - Wanadoo Top 40
  - Tipparade
  - Album Top 100
  - Dvd Muziek 30
  - Dvd Film 30
  - Mega Top 50

Er verschenen 16 exemplaren. De exemplaren zijn slechts genummerd en niet gedateerd. Er kan daardoor verwarring ontstaan als gevolg van de enigszins merkwaardige nummering (nummer 03 ontbreekt, het laatste nummer is 17). Het eerste exemplaar moet de datum 11 januari 2003 toegekend krijgen (er bestaat geen exemplaar van 4 januari), het laatste krijgt de datum 26 april 2003.
| Nummer | Datum      |  | Nummer | Datum       |  | Nummer | Datum    |  | Nummer | Datum    |
| ------ | ---------- |  | ------ | ----------- |  | ------ | -------- |  | ------ | -------- |
|        |            |  | nr. 05 | 1 februari  |  | nr. 09 | 1 maart  |  | nr. 14 | 5 april  |
| nr. 01 | 11 januari |  | nr. 06 | 8 februari  |  | nr. 10 | 8 maart  |  | nr. 15 | 12 april |
| nr. 02 | 18 januari |  | nr. 07 | 15 februari |  | nr. 11 | 15 maart |  | nr. 16 | 19 april |
| nr. 04 | 25 januari |  | nr. 08 | 22 februari |  | nr. 12 | 22 maart |  | nr. 17 | 26 april |
|        |            |  |        |             |  | nr. 13 | 29 maart |  |        |          |